# Abat Aimbetow
Abat Aimbetow (ur. 7 sierpnia 1995 w Kyzyłordzie) – kazachski piłkarz, występujący na pozycji napastnika w tureckim klubie Adana Demirspor oraz w reprezentacji Kazachstanu.

## Statystyki

### Klubowe
Na podstawie:
| Klub            | Sezonów | Liga             | Liga  | Liga   | Puchar krajowy | Puchar krajowy | Kontynentalne | Kontynentalne | Suma  | Suma   |
| Klub            | Sezonów | Liga             | Mecze | Bramki | Mecze          | Bramki         | Mecze         | Bramki        | Mecze | Bramki |
| --------------- | ------- | ---------------- | ----- | ------ | -------------- | -------------- | ------------- | ------------- | ----- | ------ |
| FK Aktöbe       | 8       | Priemjer Ligasy  | 109   | 21     | 11             | 3              | 4             | 1             | 124   | 25     |
| Kajrat Ałmaty   | 1       | Priemjer Ligasy  | 20    | 10     | 0              | 0              | 2             | 0             | 22    | 10     |
| KS Samara       | 1       | Pierwyj diwizion | 0     | 0      | 0              | 0              | –             | –             | 0     | 0      |
| FK Astana       | 1       | Priemjer Ligasy  | 58    | 23     | 15             | 4              | 18            | 2             | 91    | 29     |
| Adana Demirspor | 1       | Süper Lig        | 5     | 0      | 0              | 0              | –             | –             | 5     | 0      |
|                 | Łącznie | Łącznie          | 192   | 54     | 26             | 7              | 24            | 3             | 242   | 64     |

### Reprezentacyjne
Na podstawie:
| Gole w reprezentacji | Gole w reprezentacji | Gole w reprezentacji | Gole w reprezentacji         | Gole w reprezentacji | Gole w reprezentacji | Gole w reprezentacji | Gole w reprezentacji |
| Lp.                  | Data                 | Miasto               | Przeciwnik                   | Wynik                | Gole                 | Inne                 | Rozgrywki            |
| -------------------- | -------------------- | -------------------- | ---------------------------- | -------------------- | -------------------- | -------------------- | -------------------- |
| 1.                   | 07.09.2020           | Ałmaty               | Białoruś                     | 1:2 (0:0)            | 62'                  |                      | Liga Narodów UEFA    |
| 2.                   | 18.11.2020           | Ałmaty               | Litwa                        | 1:2 (1:1)            | 38'                  |                      | Liga Narodów UEFA    |
| 3.                   | 03.06.2022           | Astana               | Azerbejdżan                  | 2:0 (0:0)            | 50', 57'             |                      | Liga Narodów UEFA    |
| 4.                   | 10.06.2022           | Nowy Sad             | Białoruś                     | 1:1 (1:0)            | 13'                  |                      | Liga Narodów UEFA    |
| 5.                   | 19.11.2022           | Abu Zabi             | Zjednoczone Emiraty Arabskie | 1:2 (0:1)            | 62'                  |                      | mecz towarzyski      |
| 6.                   | 26.03.2023           | Astana               | Dania                        | 3:2 (0:2)            | 89'                  | 90'                  | Eliminacje EURO 2024 |
| 7.                   | 19.06.2023           | Belfast              | Irlandia Północna            | 1:0 (0:0)            | 88'                  |                      | Eliminacje EURO 2024 |
| 8.                   | 17.11.2023           | Astana               | San Marino                   | 3:1 (1:0)            | 90+2'                |                      | Eliminacje EURO 2024 |

## Sukcesy
Na podstawie:

### Klubowe
Z FK Aktöbe:
- Mistrz Kazachstanu 2013

Z Kajratem Ałmaty:
- Mistrz Kazachstanu 2020

Z FC Astaną:
- Mistrz Kazachstanu 2022